# 2009 à Mayotte
Cet article présente les faits marquants de l'année 2009 à Mayotte.

## Évènements

### Mars
- Mercredi 25 mars 2009 : selon le secrétariat d'État à l'Outre-mer, Mayotte est 3 fois moins riche que La Réunion mais 9 fois plus riche que les Comores voisines. L'administration est prédominante dans son économie car elle représente 41 % de son produit intérieur brut (PIB), la moitié des salariés travaillent pour le secteur public. L'effort budgétaire de l'État français se montera à 635 millions en 2009 soit 3 405 par habitant. Le taux de chômage est officiellement estimé à 24 %, mais il est remis en cause, car il n'y a pas de réelle estimation de la population active, au vu de l'importance de l'immigration.

- Dimanche 29 mars 2009 :
  - Les 71 122 électeurs des 17 communes de Mayotte ont voté à 95,2 % pour le « oui » en faveur de la départementalisation. Le territoire deviendra en 2011 le 101e département français exerçant également les compétences d'une région, avec une assemblée unique. La participation s'est établie à 61,02 %. L'ensemble des partis politiques avaient appelé les habitants à voter en faveur du « oui » pour l'étape ultime d'un processus entamé en 1974, lorsque les Mahorais ont décidé de rester français, quand les trois autres îles de l'archipel des Comores optaient pour l'indépendance. Le nouveau statut de Mayotte prévoit notamment un alignement social et fiscal sur la métropole.
  - Le secrétaire d'État à l'Outre-mer, Yves Jégo, affirme qu'il est en train de travailler avec une compagnie aérienne pour qu'il y ait des « vols réguliers directs Paris-Mayotte » avant la fin de l'année. À l'heure actuelle pour se rendre de Paris à Mayotte, qui ne possède qu'une piste relativement courte, il faut faire escale à La Réunion, puis faire deux heures d'avion supplémentaires. Le ministre compte notamment sur le tourisme ainsi que sur l'aquaculture pour le développement économique de Mayotte.

- Lundi 30 mars 2009 : le président des Comores, Ahmed Abdallah Sambi, appelle à Doha ses pairs arabes, réunis en sommet, à rejeter le nouveau statut de département français de Mayotte, à la suite du référendum. Les dirigeants des 22 membres de la Ligue arabe, dont les îles Comores, ont rejeté « l'occupation française » de Mayotte, après le référendum de dimanche faisant de cette île de l'océan indien un département français, selon leur document final rendu public.

### Avril
- Jeudi 16 avril 2009 : le Rwandais, Pascal Simbikangwa (50 ans), interpellé en octobre 2008, est mis en examen « pour génocide et complicité et conspiration de génocide, crime organisé » pour sa participation présumée aux tueries de 1994 et placé en détention provisoire. Il est aussi impliqué dans une autre affaire de trafic de faux papiers[1].

- Lundi 20 avril 2009 : selon les résultats détaillées du recensement de 2007, le nombre d'immigrants étrangers dépassait 40 % en 2007 contre 34 % en 2002. En 2002, 96 % de la population étrangère était originaire des Comores, les 4 % restants étant essentiellement d'origine malgache. Quelque 80 % d'entre eux était en situation irrégulière en 2002[2].

- Mercredi 22 avril 2009 : Selon l'Insee, la population de la collectivité départementale de Mayotte était composée à 40 % d'étrangers en 2007, en hausse d'environ six points par rapport à 2002. Le seuil de 50 % ne devrait pas être franchi car un rééquilibrage s'opère par le jeu des naturalisations. Sur les 75 800 étrangers, 23 000 sont nés sur le territoire de Mayotte, ont moins de 16 ans et pourront devenir français. L'essentiel de l'immigration provient des autres îles de l'archipel des Comores ayant choisi l'indépendance en 1974. La plus proche, Anjouan, n'est située qu'à 70 km. Le taux de chômage est de 26 %[3].

- Mercredi 24 juin 2009 : La gendarmerie démantèle un réseau faisant entrer clandestinement à Mayotte des personnes en situation irrégulière à bord de barques qui servaient ensuite à exporter du matériel volé vers Anjouan (Comores). Selon le procureur : « Ce réseau comportait plusieurs branches spécialisées et portait à la fois sur l'organisation de traversées pour les étrangers en situation irrégulière, d'importation de produits stupéfiants et de tabac, de vols passés sur commande depuis Anjouan et d'exportation des biens volés ». 19 personnes ont été arrêtées dans un premier temps[4].

### Août
- Dimanche 9 août 2009 : Élections partielles dans le canton de Sada, dans la commune de Sada et dans la commune de M'tsangamouji. Le secrétaire fédéral du parti socialiste Ibrahim Aboubacar est réélu conseiller général de Sada au premier tour avec 56,31 % des suffrages exprimés; dans la commune de Sada la liste UNF-CS (Union des nouvelles forces) est réélue au premier tour avec 54,21 %. Dans la commune de M'tsangamouji, la liste d'Alliance est élue avec 57,06 % des voix.

### Octobre
- Samedi 10 octobre 2009 : selon un rapport de la Chambre territoriale des comptes rendu public, les finances de la collectivité départementale de Mayotte sont dans « une situation très dégradée, résultant de plusieurs années de graves errements budgétaires et comptables  » relevant des « défaillances dans le pilotage de ses finances comme dans son mode de gouvernance », estimant que la collectivité, appelée à devenir un département en 2011, « a vécu largement au-dessus de ses moyens, notamment par l'utilisation permanente de lignes de trésorerie ». La chambre relève de « graves dysfonctionnements dans le suivi des emplois budgétaires, des subventions accordées, des marchés passés et des délégations de service public effectuées » ainsi que des « confusions entre le budget principal et les budgets annexes ». « Le déséquilibre réel du budget de la collectivité départementale (CDM) peut être évalué à un montant minimum chiffré à 72,4 millions d'euros […] sur la base des seules données recueillies »[5].

### Novembre
- Jeudi 26 novembre 2009 : Une trentaine de passagers sont portés disparus et 11 autres ont été secourus après le naufrage d'une embarcation comorienne partie d'Anjouan (Comores) pour tenter de rallier clandestinement Mayotte.

### Décembre
- Mercredi 2 décembre 2009 : Des manifestations contre la vie chère, à l'appel du « collectif des citoyens perdus de Labattoir et de Pamandzi » — deux localités de Petite-Terre (15 km2), où se trouve l'aéroport — ont tourné aux affrontements avec les forces de l'ordre. Des barricades ont été érigées aux ronds-points stratégiques, sur la principale route reliant de Dzaoudzi à l'embarcadère accueillant les barges desservant les 2 îles séparées de 2 km. Les forces de l'ordre ont procédé à des arrestations. Les échauffourées avec les forces de l'ordre ont fait 12 blessés légers, dont un gendarme et un policier, et 3 blessés graves parmi les forces de l'ordre. Les troubles ont commencé lorsque la population a appris que le conseil général voulait augmenter le tarif des barges assurant, toutes les demi-heures dans chaque sens, la liaison entre les deux parties de Mayotte, de 0,75 cts d'euro à un euro, soit une augmentation de 33,33 %, le territoire ayant un très fort déficit des comptes publics[6],[7]. Le ministre de l'Outre-mer, Marie-Luce Penchard, appelle les habitants à ne pas écouter ceux qui cherchent « les chemins de la violence » et annonce l'arrivée de forces de l'ordre dépêchées de La Réunion.

- Jeudi 3 décembre 2009 : Quatre peines de prison ferme et une avec sursis sont prononcées en soirée par le tribunal de Mamoudzou à la suite de violences contre les forces de l'ordre ayant émaillé  aux manifestations de la veille et les manifestations contre la vie chère en Petite-Terre[8].

- Lundi 7 décembre 2009 : La ministre chargée de l'Outre-mer, Marie-Luce Penchard, annonce le plan destiné à redresser les finances du conseil général de Mayotte, qui permettra de débloquer 28 millions d'euros en faveur de la collectivité, « dont 6 millions sur trois ans », précisant que « la démarche de l'État n'est pas d'effacer la dette de la collectivité mais d'accompagner cette dernière pour qu'elle puisse faire cette restructuration financière afin de lui permettre, demain, de porter la réalisation des équipements publics dont Mayotte a besoin ». L'État va aussi prendre en charge « à hauteur de 10 millions d'euros » les coûts supplémentaires de la construction du port de Longoni, ajoutant « j'ai bien conscience qu'ici à Mayotte, le pouvoir d'achat est une question essentielle. Ce qu'il faut faire aujourd'hui, c'est regarder si on ne peut pas augmenter les recettes de cette collectivité sans porter atteinte au pouvoir d'achat »[9].